# Roy Williams
Roy Allen Williams (estado de Carolina del Norte, 1 de agosto de 1950) es un entrenador de baloncesto estadounidense que ejerció principalmente en el baloncesto universitario (NCAA).

## Trayectoria
- Charles D. Owen H. S. (1973-1978)
- Universidad de North Carolina (1978-1988), ayudante
- Universidad de Kansas (1988-2003)
- Universidad de North Carolina (2003-2021)